# 자낙푸르구

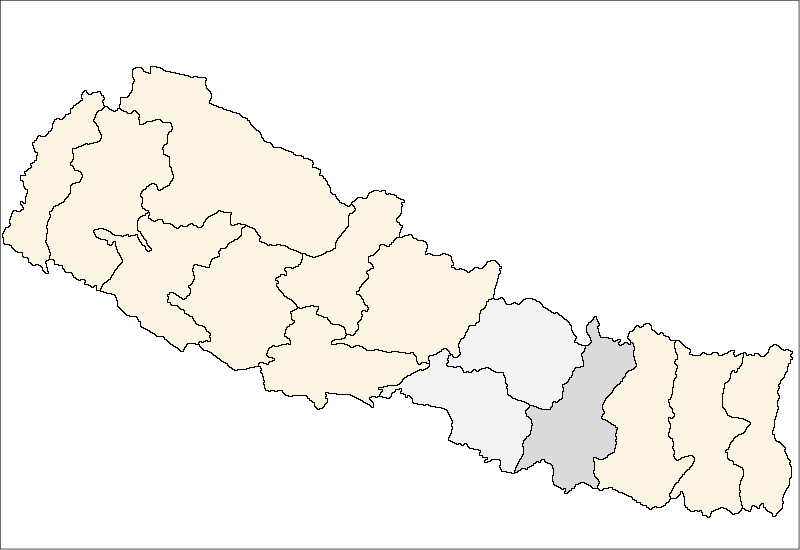
자낙푸르 구의 위치

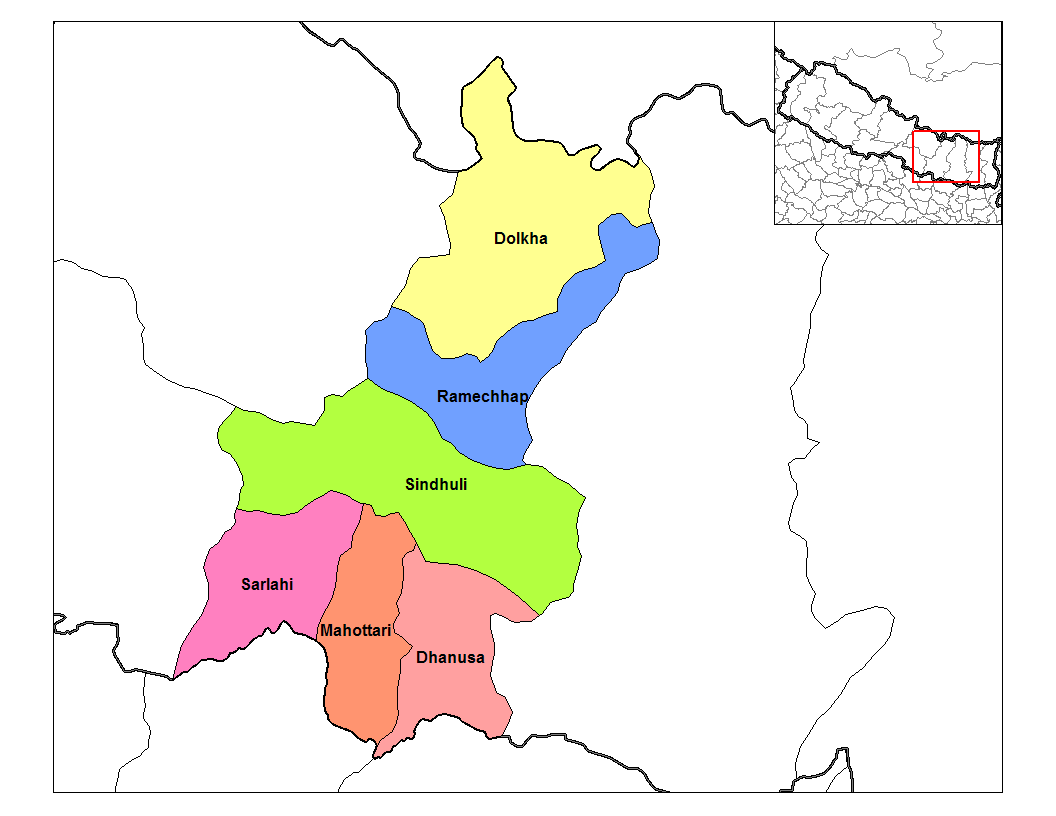
자낙푸르 구의 현

자낙푸르구(네팔어: बागमती)는 네팔을 구성하는 14개 구 가운데 하나로 행정 중심지는 자낙푸르이며 면적은 9,669km2, 인구는 2,557,004명(2001년 기준), 인구 밀도는 264.5명/km2이다. 행정 구역상으로는 중부 개발 지구에 속한다.

## 행정 구역
6개 현을 관할한다.
- 다누사 현
- 돌카 현
- 마홋타리 현
- 라메츠하프 현
- 사를라히 현
- 신둘리 현

## 같이 보기
- 네팔의 구